# ليونارد إف. شابمان جونيور
ليونارد إف. شابمان جونيور (بالإنجليزية: Leonard Fielding Chapman, Jr.)‏ هو ضابط أمريكي، ولد في 3 نوفمبر 1913 في كي ويست في الولايات المتحدة، وتوفي في 6 يناير 2000 في فولز تشيرش في الولايات المتحدة بسبب سرطان.